# Jelena Lasjmanova
Jelena Anatoljevna Lasjmanova (Russisch: Елена Анатольевна Лашманова) (Saransk, 2 april 1992) is een Russische snelwandelaarster. Ze nam eenmaal deel aan de Olympische Spelen en won bij die gelegenheid een gouden medaille, die ze in 2022 echter moest inleveren vanwege een bewezen overtreding van de dopingregels.

## Loopbaan
Nadat Lasjmanova in 2009 wereldkampioene werd bij de jeugd (onder 18 jaar) en in 2010 wereldkampioene bij de junioren, brak zij bij de senioren door in 2012. Allereerst won ze op 12 mei de wereldbeker snelwandelen in Saransk. Daarna behaalde zij op de Olympische Spelen van Londen de gouden medaille bij haar debuut op een groot seniorentoernooi. In een wereldrecord van 1:25.02 over 20 km versloeg zij topfavoriete en landgenote Olga Kaniskina (1:25.09) en de Chinese Qieyang Shenjie (1:25.16).
Op 4 januari 2014 testte Lasjmanova positief bij een dopingcontrole. Zij werd geschorst voor 2 jaar, de schorsing liep af op 25 februari 2016. Er waren echter meldingen dat zij in december 2014 had deelgenomen aan een regionale indoorwedstrijd. Deze claim werd onderzocht door de IAAF. Wanneer dit juist zou blijken te zijn, zou Lasjmanova een verlengde schorsing krijgen.
In 2022 werd bekendgemaakt dat ze haar olympische titel en haar wereldtitel verloor. Al haar resultaten tussen 18 februari 2012 en 3 januari 2014 werden geschrapt. Daarnaast kreeg ze een schorsing van twee jaar.

## Titels
- Olympisch kampioene 20 km snelwandelen - 2012
- Wereldkampioene 20 km snelwandelen - 2013
- Wereldkampioene junioren 10 km snelwandelen - 2010
- Wereldkampioene B-junioren 5000 m snelwandelen - 2009
- Europees kampioene junioren 10 km snelwandelen - 2010

## Persoonlijke records
Baan
| Onderdeel             | Prestatie | Datum           | Plaats  |
| --------------------- | --------- | --------------- | ------- |
| 5000 m snelwandelen   | 21.29,30  | 2 augustus 2009 | Penza   |
| 10.000 m snelwandelen | 42.59,48  | 21 juli 2011    | Tallinn |

Weg
| Onderdeel          | Prestatie    | Datum            | Plaats |
| ------------------ | ------------ | ---------------- | ------ |
| 10 km snelwandelen | 43.10        | 21 mei 2011      | Olhao  |
| 20 km snelwandelen | 1:25.02 (WR) | 11 augustus 2012 | Londen |

Indoor
| Onderdeel           | Prestatie | Datum            | Plaats    |
| ------------------- | --------- | ---------------- | --------- |
| 5000 m snelwandelen | 20.44,37  | 23 februari 2010 | Wolgograd |

## Palmares

### 5000 m snelwandelen
- 2009:  WK jeugd - 22.55,45

### 10.000 m snelwandelen
- 2010:  WJK - 44.11,90
- 2011:  EJK - 40.43,73 (WJR)

### 20 km snelwandelen
- 2012:  Wereldbeker - 1:27.38
- 2012:  OS - 1:25.02 (WR)[3]
- 2013:  WK - 1:27.08[3]